# Fabio Grosso
Fabio Grosso (Rome, 28 november 1977) is een Italiaans voetbaltrainer en voormalig voetballer. Grosso was een verdediger. Met zijn rake strafschop in de beslissende penaltyserie tegen Frankrijk schoot hij Italië naar de wereldtitel op het WK voetbal 2006.

## Spelerscarrière
Grosso speelde tot zijn 24e nog in de Serie C totdat in 2001 Perugia Calcio hem overnam. Grosso is verdediger en speelde zijn eerste interland op 30 april 2003 tegen Zwitserland. De laatbloeier maakte deel uit van de selectie voor het WK voetbal 2006 en het EK voetbal 2008. Tot aan 12 juli 2010 speelde hij 48 interlands, waarin hij vier doelpunten scoorde.
De linksback speelde op het WK 2006 zes wedstrijden mee. Hij speelde zo goed dat Gianluca Zambrotta naar rechts verhuisde waardoor Cristian Zaccardo, ploeggenoot bij Palermo, zijn plaats in de basis verloor. In de blessure-tijd werd een valpartij van Fabio Grosso, aangeraakt onregelmatig door Lucas Neill, heeft veroorzaakt een strafschop, waarna Totti de strafschop benutte.
Grosso scoorde in de halve finale in de extra tijd van de verlenging tegen gastland Duitsland de 1-0. De einduitslag was 2-0. In de finale tegen Frankrijk scoorde hij de vijfde en beslissende strafschop, waardoor zijn land voor de vierde keer wereldkampioen voetbal werd.
De linksback verhuisde, na zijn goede optreden op het WK, van Palermo naar Internazionale. Bij Inter kon de veel opkomende Grosso zijn faam echter niet waarmaken.
Hierdoor mocht hij na één seizoen vertrekken bij Inter en kwam Grosso vanaf het seizoen 2007/2008 uit voor het Franse Olympique Lyon. Lyon betaalde 7,4 miljoen euro voor de vervanger van Éric Abidal. Op 31 augustus 2009, vlak voor het sluiten van de transfermarkt keerde, Grosso na twee seizoenen terug naar de Serie A. Hij tekende een contract voor drie jaar bij Juventus, waar hij in 2012 zijn spelerscarrière afsloot.

## Clubstatistieken
| Seizoen | Club               | Competitie | Duels | Goals |
| ------- | ------------------ | ---------- | ----- | ----- |
| 1999/00 | ASD Chieti         | Serie B    | 25    | 4     |
| 2000/01 | ASD Chieti         | Serie B    | 31    | 0     |
| 2001/02 | Perugia Calcio     | Serie A    | 24    | 1     |
| 2002/03 | Perugia Calcio     | Serie A    | 30    | 4     |
| 2003/04 | Perugia Calcio     | Serie A    | 13    | 2     |
| 2003/04 | US Palermo         | Serie B    | 21    | 1     |
| 2004/05 | US Palermo         | Serie A    | 36    | 1     |
| 2005/06 | US Palermo         | Serie A    | 33    | 0     |
| 2006/07 | Internazionale     | Serie A    | 23    | 2     |
| 2007/08 | Olympique Lyonnais | Ligue 1    | 30    | 1     |
| 2008/09 | Olympique Lyonnais | Ligue 1    | 22    | 1     |
| 2009/10 | Olympique Lyonnais | Ligue 1    | 1     | 0     |
| 2009/10 | Juventus FC        | Serie A    | 26    | 2     |
| 2010/11 | Juventus FC        | Serie A    | 19    | 0     |
| 2011/12 | Juventus FC        | Serie A    | 2     | 0     |
| Totaal  | Totaal             | Totaal     | 336   | 19    |

## Trainerscarrière
Grosso trainde tot 2017 in de jeugdopleiding van Juventus. In 2017 werd hij aangesteld als hoofdtrainer van Serie B-club FC Bari 1908.
Hierna werd hij hoofdtrainer van Hellas Verona. Na een dienstverband van een jaar werd Grosso in de zomer van 2019 aangesteld als trainer van Brescia. Op 2 december 2019 werd hij ontslagen na een reeks nederlagen. Op 25 augustus 2020 werd hij aangesteld bij het Zwitserse FC Sion. Dit buitenlandse avontuur kwam op 5 maart 2021 ten einde, de club bezat op dat moment de laatste plaats in de competitie. Op 23 maart 2021 volgde Grosso voormalig ploeggenoot Alessandro Nesta op als hoofdtrainer bij Frosinone.
| WK-statistieken          | Club    | Positie           | W |   |   | D | A |   |   |   |
| ------------------------ | ------- | ----------------- | - | - | - | - | - | - | - | - |
| WK voetbal 2006 - Italië | Palermo | Vleugelverdediger | 6 | 0 | 0 | 1 | 0 | 0 | 0 | 0 |

## Erelijst

### Met Palermo
- Serie B: 2004

### Met Internazionale
- Serie A: 2006/07
- Supercoppa: 2006

### Met Lyon
- Ligue 1: 2007/08
- Coupe de France: 2007/08
- Trophée des Champions: 2007

### Met Juventus
- Serie A: 2011/12

### Met Italië
- FIFA Wereldkampioenschap: 2006